# Platyrrhacus bombonus
Platyrrhacus bombonus är en mångfotingart som beskrevs av Chamberlin 1941. Platyrrhacus bombonus ingår i släktet Platyrrhacus och familjen Platyrhacidae. Inga underarter finns listade i Catalogue of Life.